# Rörmossevägen
Rörmossevägen är en bebyggelse nordost om Kungälv i Kungälvs kommun. Vid avgränsningen 2020 klassades bebyggelsen som en småort.